# Sybil – en verklig mardröm
Sybil – en verklig mardröm (originaltitel: Sybil) är en amerikansk TV-film från 1976 som regisserades av Daniel Petrie. Filmen är baserad på Flora Rhetta Schreibers bok med samma namn, som i sin tur är baserad på en sann historia.

## Handling
Sybil Isabel Dorsett är en ung kvinna med stora problem. Hon drabbas ofta av minnesluckor och nervösa sammanbrott och hon vet inte vad det beror på. Hon börjar gå till en psykiater, som snart konstaterar att Sybil lider av multipla personligheter vilket orsakats av hennes traumatiska barndom.

## Om filmen
Natalie Wood var Petries förstahandsval för rollen som Sybil, men manusförfattaren ville inte ha henne i rollen. Audrey Hepburn erbjöds rollen, men hon avböjde. Det var nära att Sally Field inte fick rollen som Sybil. Hon var den sista personen som provspelade före Petries lunchrast, och hennes manager fick förhandla sig fram för att hon skulle få provspela. Och till slut fick hon rollen.

## Rollista i urval
- Joanne Woodward - Dr. Cornelia Wilbur
- Sally Field - Sibyl Isabel Dorsett
- Brad Davis - Richard
- Martine Bartlett - Hattie
- Jane Hoffman - Frieda Dorsett
- William Prince - Willard Dorsett
- Paul Tulley - Dr. Castle